# Paul Linder
Paul Linder (Remscheid, 10 de diciembre de 1897-Lima, 16 de octubre de 1968), fue un arquitecto alemán representante del movimiento moderno. Formado en la escuela de la Bauhaus y en la Universidad Técnica de Múnich, realizó su labor profesional en Alemania y luego en Perú.

## Formación y vida profesional
Linder fue miembro de la primera generación de estudiantes de la escuela de la Bauhaus de Weimar, donde entabló amistad con Ernst Neufert y Walter Gropius. Gracias a la mediación de este último, realizó un viaje a España en donde conoció a Antoni Gaudí. De regreso a Alemania, continuó sus estudios en la Facultad de Arquitectura de la Universidad Técnica de Múnich, periodo en el que comenzó a colaborar como corresponsal de la revista española Arquitectura.

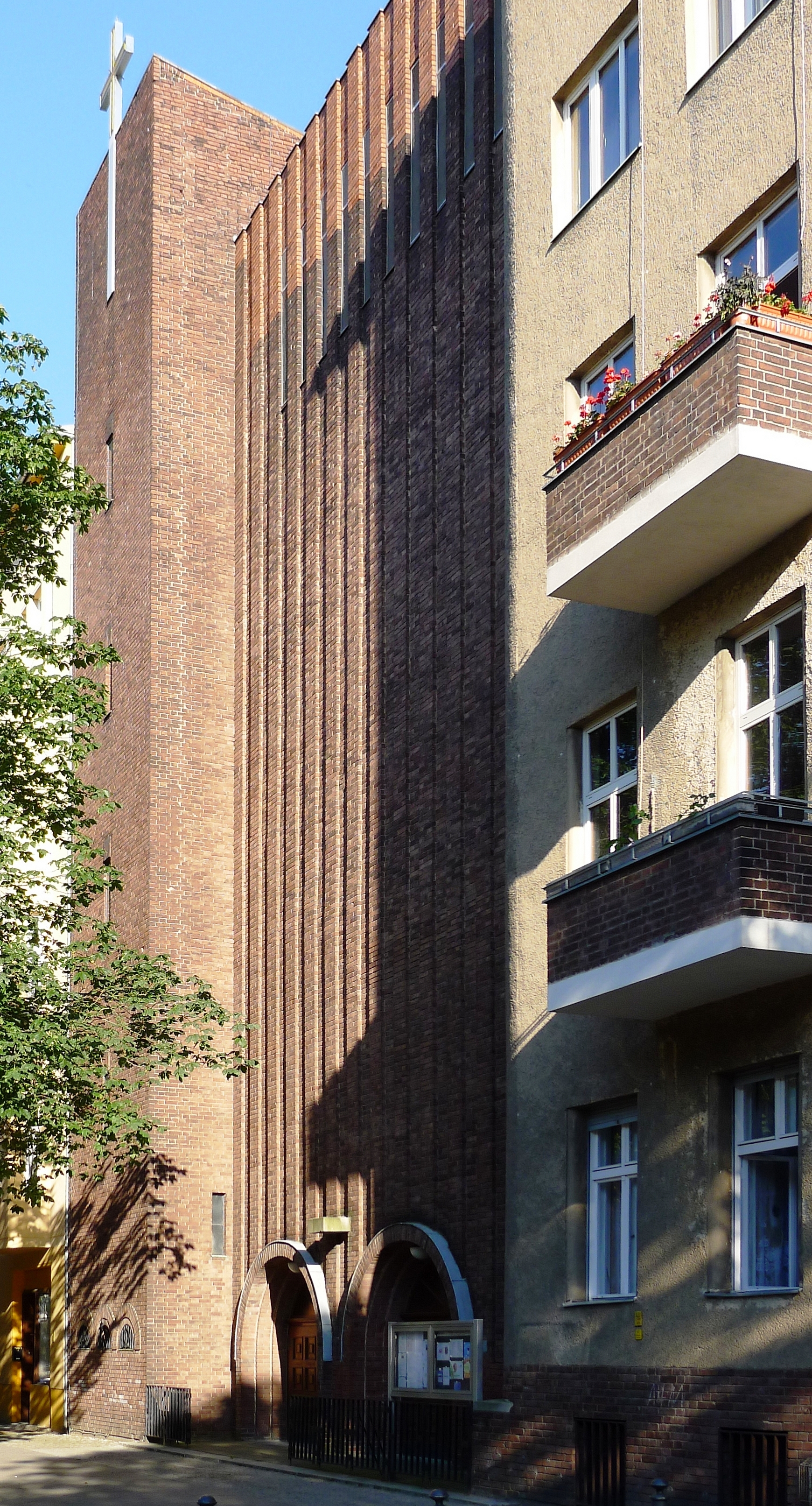
Construida en 1933, la Iglesia de Santo Tomás de Aquino en Charlottenburg, Berlín, se caracteriza por su fachada monumental y a la vez compacta.

Terminados sus estudios trabajó para los arquitectos Bruno Taut y Franz Hoffmann entre 1927 y 1929, quienes a través de sus obras propugnaron una arquitectura con sentido social. Luego ejerció de forma independiente, realizando diversas obras como la reforma de su propio apartamento, la construcción de su casa familiar y la Iglesia de Santo Tomás de Aquino, todas ellas en Berlín.
En 1938, a la edad de 42 años, Linder se afincó con su familia en Lima, Perú. Tras un primer momento en el que realizó obras eclesiásticas de corte historicista, a partir de 1948 pudo recién ejecutar obras más acordes a sus ideales modernos. Entre ellas figuran la Parroquia de Nuestra Señora de Lobatón, el Colegio Alemán Alexander von Humboldt (1960) y la capilla del Colegio Belén (1964). Además de su actividad proyectual, a partir de 1942 se desempeñó como docente universitario de historia del arte en la Pontificia Universidad Católica del Perú y tres años después ocupó la cátedra de estética y filosofía del arte en el departamento de arquitectura de la Escuela Nacional de Ingenieros.